# Mente Maestra
Mente Maestra (Jason Wyngarde) es un supervillano que aparece en los cómics estadounidenses publicados por Marvel Comics, comúnmente como un adversario de los X-Men. La Mente Maestra original era un  mutante con la capacidad psiónica de generar complejas ilusiones telepáticas a voluntad que hacen que sus víctimas vean lo que él desea que vean. El fue miembro fundador de la primera Hermandad de Mutantes Malignos y posteriormente miembro a prueba del Lords Cardinal del Club Fuego Infernal, donde desempeñó un papel importante en "The Dark Phoenix Saga".
Después de la muerte de Wyngarde a causa del Virus Legado, aparecieron sus tres hijas: dos que poseen sus habilidades para crear ilusiones, Mente Maestra II (Martinique Jason) y Lady Mastermind (Regan Wyngarde), y la X-Man Pixie.

## Historial de publicaciones
Creado por el escritor Stan Lee y el artista y coguionista Jack Kirby, apareció por primera vez en The X-Men #4 (marzo de 1964). Le dieron su "verdadero nombre", Jason Wyngarde, por Chris Claremont y John Byrne.
El nombre y la apariencia visual de Jason Wyngarde tal como aparece en la saga Dark Phoenix y en historias posteriores fueron basados originalmente por el artista John Byrne en los del actor británico Peter Wyngarde, conocido por interpretar a Jason King, y quien también interpretó al líder del Club Fuego Infernal en un episodio de Los Vengadores.

## Biografía ficticia

### Hermandad de mutantes diabólicos
Nada se sabe de la vida de Jason Wyngarde antes de unirse a la Hermandad de mutantes diabólicos, excepto que trabajaba como mentalista en un carnaval. Con la ayuda de Mente Maestra, Magneto, junto con la Hermandad, fue capaz de hacerse cargo de una pequeña nación sudamericana llamada Santo Marco, pues Mente Maestra hipnotizó a los soldados. Sin embargo, los X-Men. Como miembro de la Hermandad original, el mostró una atracción hacia la Bruja Escarlata, pero fue rechazado. Después de la derrota de la Hermandad ante los X-Men, el grupo trató de atraer al alienígena Stranger a su causa. Mente Maestra usó sus ilusiones en el Stranger para tratar de controlarlo. Pero el Stranger, al ser una entidad enigmática cósmica, en lugar de un mutante, se liberó y transformó temporalmente a Mente Maestra en piedra, haciéndolo tan pesado, que se estrelló contra el suelo.

### Factor Tres
Después de que el hechizo de Stranger se desvaneció, Jason se unió a Factor Tres, una organización que intentó conquistar la Tierra. Factor Tres finalmente se disolvió cuando su jefe, Mutant Master resultó ser un alienígena, en lugar de un mutante. Ellos se unieron con los X-Men para derrotar el extranjero Mutant Master. Mente Maestra fue capturado por los Centinelas, pero liberado por los X-Men. Los exmiembros de Factor Tres, Blob y Unus el Intocable, se unieron a Jason a la reforma la Hermandad de mutantes diabólicos.
Esta nueva Hermandad fue en busca de nuevos reclutas. Mente Maestra trató de reclutar a Bestia a su grupo, pero finalmente fracasó y terminó luchando contra él en su lugar. Mente Maestra fue brevemente secuestrado por el segundo Imperio Secreto, siendo rescatado por el Capitán América. Magneto regresó a la Hermandad para retomar su liderazgo y creó a Alpha, el Máximo Mutante. La Hermandad de mutantes diabólicos luchó contra los Defenders, pero esta nueva creación de Magneto se volvió contra el equipo y los convirtió en niños.

### Saga de Fénix Oscura
Después de ser restaurado a la edad adulta, Mente Maestra se involucró con el Club Fuego Infernal. Al principio se hizo pasar por "Nikos", y comenzó un romance telepático con la x-man Jean Grey, que en realidad, en ese momento era una copia, creada y poseída por la poderosa entidad cósmica conocida como la Fuerza Fénix. Entonces, él comenzó a manipularla a través de la utilización de sus propios poderes y un mecanismo creado por Emma Frost, la Reina Blanca del Club, que él utilizó para proyectar su ilusión directamente en la mente de Jean-Fénix. Esto la hizo creer que era una aristócrata victoriana, casada con Jason Wyngarde, y que ella era la Reina Negra del Club Fuego Infernal. Con el tiempo la volvió en contra de los X-Men. Cíclope intentó liberar a Fénix en un duelo con Mente Maestra en el Plano Astral, pero fue derrotado cuando Mente Maestra "lo mató" durante la pelea. En lugar de obligar a Fénix a estar con él para siempre, como originalmente había esperado, el shock de la "muerte psíquica" de Cíclope, liberó a Fénix de su control. Enfurecida por lo que había hecho a ella, la ahora llamada Fénix Oscura, se introdujo a su mente y amplió su conciencia, literalmente, haciendo de él uno con el universo. Esta experiencia inundó su mente con imágenes del cosmos y lo dejó catatónico.

### Regreso
Cuando Mente Maestra fue capaz de recuperar su cordura, buscó venganza en todo el mundo que le había causado dolor. Le dio el empujón final a Rogue para abandonar a Mystique e irse con los X-Men a través de una manipulación sutil, debido al deterioro del estado mental de Rogue, mientras que al mismo tiempo, causó pesadillas a Mystique. Él interfirió con el romance de Cíclope y Madelyne Pryor mediante la manipulación de los X-Men, para que estos creyeran que Madelyne era Fénix Oscura. Mente Maestra también arruinó la boda de Wolverine y Mariko Yashida, a la que manipuló psiónicamente obligándola a rechazar Wolverine. Cíclope descubrió el plan de Mente Maestra para engañar a los X-Men haciéndolos creer que Madelyne Pryor era la reencarnación de Fénix y lo derrotó en una batalla en la Mansión X. Jason más tarde trató de aprovechar el poder de la Fuerza Fénix, pero esta vez tuvo que enfrentarse a Rachel Summers y Excalibur, siendo derrotado. Fue encarcelado con la ilusión de que él había alcanzado la conciencia cósmica.

### Muerte
Mente Maestra murió tiempo después de una víctima del Virus Legado, pero antes de sucumbir, le pidió perdón a Jean Grey por lo que había hecho en el pasado. Ella lo perdonó, y él murió en paz.
Después de su muerte, Mente Maestra ha aparecido en una secuencia de flashbacks, uno de los cuales reveló que él fue contratado por el supervillano conocido como El General a poner una de sus ilusiones en la mente de Sentry, por ello él tenía tanto miedo de usar sus poderes. Esto haría a Mente Maestra responsable de la creación de Void, la contraparte maligna del Sentry, que en realidad es la manifestación de las inhibiciones que Mente Maestra implantó en Sentry.
Recientemente Joseph, el clon de Magneto, resucitó en circunstancias desconocidas y formó una nueva Hermandad de Mutantes con Astra y versiones deformadas de Blob, Mente Maestra, Quicksilver, la Bruja Escarlata y el Sapo. Pronto se revela que las versiones mutadas de todos (excepto Astra), son clones creados por Joseph.

## Las hijas de Mente Maestra
El nombre y los poderes de Mente Maestra siguen viviendo a través de sus hijas: Martinique Jason (Mastermind II) y Regan Wyngarde (Lady Mastermind). Ambas parecen ser más fuerte que su propio padre. Martinique, puede crear ilusiones en toda una ciudad, e incluso puede hipnotizar a la gente para hacerles creer que están en una nueva era. Por otra parte, las ilusiones mortales de Regan puede durar incluso después de ser golpeada hasta quedar inconsciente.
Recientemente la madre de la joven x-man Meggan Gwynn, alias Pixie, le reveló que Mente Maestra es su padre.

## Otras versiones

### Era de Apocalipsis
Mente Maestra fue víctima de los experimentos de Sugar Man, antes de unirse a los Outcasts de Forja. Él es asesinado por Domino.

### Dinastía de M
Jason Wyngarde es mencionado como hombre de negocios y rival de Tony Stark.

### Ultimate Mente Maestra
Mente Maestra es parte de la Hermandad de Magneto, pero con un radical cambio de look: ahora luce con estilo beatnik.

## Aparición en otros medios

### Televisión
- Spider-Man and His Amazing Friends: Mente Maestra aparece como socio de Magneto, haciendo ilusiones de Mephisto, Ghost Rider y otros más.

- X-Men (voz de Nigel Bennett).

- Mastermind aparece en la serie animada X-Men: Evolution con la voz de Campbell Lane. Él aparece como un lacayo ocasional de Magneto y un miembro de los Acólitos reclutado por Magneto. En el episodio "El Sapo, la Bruja y el Armario", altera las memorias de la hija de Magneto la Bruja Escarlata haciéndola creer que su padre siempre fue cariñoso con ella y que pasaron lindos momentos en su niñez cuando en realidad la envió a un asilo al ser incapaz de hacer frente a sus poderes.

- Mente Maestra apareció en la miniserie animada japonesa Marvel Anime: X-Men de 2011 doblado por Haruhiko Jō en japonés y por Travis Willingham en la versión en inglés. Aquí, él es el líder del Círculo Interno (a diferencia de su contraparte del cómic). Al principio del anime, él y sus compañeros del Círculo Interno, Rata, Marsh y Neuron manipulan a Jean Grey para que se convierta en el Fénix, quien termina sacrificándose para salvar al mundo. Además, Mente Maestra utiliza sus poderes de ilusión para proyectar una imagen de Emma Frost (quien fue miembro del Círculo Interno en el pasado y después los dejó) para que Cíclope la vea, y creyera que Emma tenía algo que ver con la muerte de Jean. Un mes después, Mente Maestra viaja con el resto del Círculo Interno a Honshū, Japón, donde utiliza sus poderes psiónicos para disfrazarse como un investigador japonés llamado Jun Sanada. Bajo la identidad de Jun, trabaja para la doctora Yui Sasaki y sus asistentes de laboratorio, Riko Narasaki y Koichi Kaga en la cerrada Academia Sasaki. Pero lo que no saben es que Mente Maestra solo está trabajando con la Dra. Yui para conseguir acercarse a su hijo Takeo, un mutante de nivel Omega, que tiene la capacidad de deformar la realidad, y Mente Maestra pretende utilizar el poder de Takeo para hacer que los mutantes dominen el mundo. A medida que pasan los meses, él trabajó para corromper los pensamientos de Takeo y continuó hasta quebrantar su mente. Al mismo tiempo, Mente Maestra forma en secreto una alianza con los U-Men y su líder Sublime. Pero como los U-Men odian a los mutantes y "cosechan" sus órganos (hacen una carnicería con ellos para ser preciso), él usa su poder de ilusión para verse como Jun evitando que se fijen en su verdadera identidad y se entera de que Yui también ha tenido a los U-Men trabajando para ella, con el fin de crear una cura para Takeo y otros mutantes. Nueve meses después, los X-Men son traídos de regreso por Charles Xavier para investigar las anormalidades con los mutantes en Honshu. Mente Maestra envía a Sublime y los otros U-Men para destruir a los X-Men, pero cuando los U-Men son finalmente detenidos y Sublime es asesinado en una explosión de autodestrucción, Mente Maestra conduce a Rata, Marsh y Neuron fuera de su escondite quienes se comprometen a eliminar a los X-Men en lugar de los U-Men. Después de que Yui recibe a los X-Men y se presenta dándoles a conocer también a los miembros de su personal, Jun Sanada / Mente Maestra se distancia de los héroes. Más tarde, cuando Riko y Koichi se transforman en horribles monstruos por causa de la cura de Yui (que ahora es un virus), ellos son derrotados por los X-Men. Después de que Koichi es derrotado, Emma Frost, ahora miembro del equipo, advierte que la apariencia de Jun Sanada es una proyección de Mente Maestra y va tras él a la cámara subterránea donde permanece Takeo. Mente Maestra revela a Emma su verdadera identidad y le revela sus planes, además de admitir que intentó marcarla por la muerte de Jean Grey. Los otros X-Men luego llegan con Yui, y también lo hacen Rata y Marsh. Mente Maestra y Marsh logran escapar, pero Rata es asesinado por Wolverine y Tormenta. Entonces los X-Men, junto con Yui, Riko y Koichi (que ahora se han recuperado), arrinconan a Mente Maestra, y él les revela sus planes y lo que ha estado haciendo como Jun Sanada. En ese momento llega Neuron quien atrapa a Wolverine y Bestia en un capullo después de matar a Riko y Koichi. Mente Maestra entonces usa sus poderes de ilusión para obligar a Takeo a deformar la realidad y librarse de su constante sufrimiento, mientras que Marsh atrapa y contiene a Cíclope, Tormenta, Emma, Armadura y Yui impidiendo que intervengan. Armadura se las arregla para liberarse junto con los otros X-Men, luego Cíclope mata a Marsh usando sus rayos ópticos para evaporarlo. Mientras tanto, Wolverine queda poseído por una ira rabiosa y la aprovecha para matar a Neuron. Después de todo eso, Mente Maestra atrapa a Cíclope en una de sus ilusiones, que se centra en Jean y Cíclope tiene dificultades para romper la ilusión ya que se ve obligado a matar a Jean para salvar a sus amigos. Sin embargo, el espíritu de la verdadera Jean anima a Cíclope a dejarla ir y liberarse de la ilusión de Mente Maestra. Una vez que Cíclope rompe la ilusión, él y los X-Men se preparan para enfrentarse a Mente Maestra, pero es asesinado y muere aplastado por Takeo fuera de control.

### Cine
- Un personaje basado en Mente Maestra interpretado por Michael Reid McKay aparece en la cinta X-Men 2, como hijo de William Stryker,[22] quien lo usa para manipular al Profesor X y asesinar a los mutantes, sin embargo Magneto posteriormente reprograma el sistema y le ordena a Mystique hacerse pasar por Stryker para decirle que hubo un cambio de planes, el cual es asesinar a todos los humanos. Sin embargo Tormenta y Nightcrawler lo detuvieron y sacaron al profesor de la base subterránea, pero dejan a Jason varado en ese lugar. Keely Purvis interpreta la ilusión mental de una niña creada por Jason Stryker.

- En X-Men Origins: Wolverine, de nuevo se hace mención al hijo de Stryker, comentando que este asesina a su propia madre además de mantenerlo congelado criogenicamente (posiblemente interpretado por Spencer Breslin). En las dos películas se hace alusión a Mente Maestra.

- En X-Men: días del futuro pasado, Bolivar Trask (interpretado por Peter Dinklage) está en su laboratorio examinando la muestra de sangre de Mystique luego del incidente en el Hotel Royal, acompañado de William Stryker (interpretado por Josh Helman). Trask le pregunta sobre la edad de su hijo y Stryker le responde que ya tiene 10 años.

### Videojuegos
- Mente Maestra aparece en Lego Marvel Super Heroes como el jefe final del nivel "Taking Liberties". En dicho nivel, aparece en la cabeza de la Estatua de la Libertad donde controla las mentes de Wolverine, del Sr. Fantástico y de Hulk, haciendo aparecer enemigos para que te ataquen, quienes son Sablestooth, Super-Skrull y Thunderbolt Ross. Al finalizar el nivel se convierte en un personaje desbloqueable.